# Will Brooks
Will Brooks (Chicago, 8 de outubro de 1986) é um lutador estadunidense de artes marciais mistas. É o ex-campeão do Bellator MMA e atualmente luta no peso-leve do UFC.

## Carreira no MMA

### Começo da carreira
Brooks fez sua estreia profissional no MMA em Janeiro de 2011. Ele competiu exclusivamente em seu estado nativo de Illinois e rapidamente acumulou um recorde invicto de 7-0 nos primeiros dois anos de sua carreira.

### Dream
No fim de 2012, Brooks recebeu a maior oportunidade de sua carreira quando ele foi convidado para a organização japonesa do DREAM. Ele enfrentu o veterano Satoru Kitaoka no Dream 18 em 31 de Dezembro de 2012. Apesar de ser azarão, Brooks dominou a luta e venceu por nocaute técnico no segundo round.

### Bellator MMA
Após sua vitória impressionante estréia internacional, Brooks rapidamente assinou com o Bellator MMA em Janeiro de 2013.
Para sua estréia, Brooks entrou num Torneio de Leves. Ele enfrentou Ricardo Tirloni nas quartas de final no Bellator 87 e venceu a luta por decisão unânime. Ele enfrentou Saad Awad nas semifinais e perdeu por nocaute no primeiro first round.
Após a primeira derrota de sua carreira, Brooks retornou com uma vitória sobre Cris Leyva no Bellator 97 em 31 de Julho de 2013.
No final de 2013, Brooks enterou no Torneio de Leves da 9ª Temporada. Ele enfrentou o veterano John Alessio nas quartas de final em 27 de Setembro de 2103 no Bellator 101. Ele venceu a luta em uma dominante decisão unânime. Brooks teve sua revanche contra Saad Awad na semifinal e dominou a luta durante os três rounds, vencendo por decisão unânime. Brooks enfrentou Alexander Sarnavskiy na final. Ele venceu por uma dominante decisão unânime para ganhar uma chance pelo Cinturão Peso Leve do Bellator.
Como o campeão Alvarez defenderia seu cinturão contra Michael Chandler, Brooks aceitou uma luta contra Nate Jolly para não ficar muito tempo parado. A luta aconteceria em 17 de Maio de 2014 no Bellator 120. Porém, o campeão se lesionou e Brooks foi chamado para disputar o Cinturão Interino contra Chandler no mesmo evento. A luta foi muito apertada, porém Brooks venceu por decisão dividida, e a decisão foi polêmica e criticada por muitos fãs.
Brooks enfrentou novamente Michael Chandler em 15 de novembro de 2014 no Bellator 131, pelo Cinturão Peso Leve Vago, ele venceu a luta por nocaute técnico no quarto round, se tornando o Campeão Peso Leve do Bellator.
Em sua primeira defesa de título, Brooks derrotou o vencedor da 7ª temporada Dave Jansen em 10 de abril de 2015 no Bellator 136 por decisão unânime.
Em 6 de novembro de 2015, Brooks defendeu seu cinturão pela segunda vez Bellator 145, vencendo Marcin Held por decisão unânime.

### Ultimate Fighting Championship
Em 15 de junho de 2016, foi anunciado que Brooks tinha assinado oficialmente com o UFC. Ele fez sua estreia no no The Ultimate Fighter: Team Joanna vs. Team Cláudia, 8 de julho de 2016, derrotando Ross Pearson por decisão unânime.
Brooks enfrentou o brasileiro Alex Oliveira no dia 01 de outubro de 2016 no UFC Fight Night: Lineker vs. Dodson. A luta foi realizada em peso caso, pois o brasileiro não bateu o peso. Ele perdeu por nocaute no terceiro round.
Brooks enfrentou Charles Oliveira em 8 de abril de 2017 no UFC 210. Ele foi finalizado com um mata-leão, a primeira derrota por finalização na sua carreira.

## Campeonatos e realizações
- Bellator MMA
  - Cinturão Peso Leve do Bellator
  - Cinturão Peso Leve Interino do Bellator.
  - Campeão do Torneio de Leves da 9ª Temporada

## Cartel no MMA
| Cartel no MMA   |             |            |
| 21 lutas        | 18 vitórias | 3 derrotas |
| Por nocaute     | 5           | 2          |
| Por finalização | 4           | 1          |
| Por decisão     | 9           | 0          |

| Res.    | Cartel | Oponente             | Método                        | Evento                                 | Data       | Round | Tempo | Local                     | Notas                                                                                                 |
| ------- | ------ | -------------------- | ----------------------------- | -------------------------------------- | ---------- | ----- | ----- | ------------------------- | --- |
| Derrota | 20-5-1 | Gleison Tibau        | Finalização (guilhotina)      | Battlefield FC 2                       | 27/07/2019 | 1     | 3:34  | Macau                     | |
| Empate  | 20-4-1 | Rashid Magomedov     | Empate (unânime)              | PFL 9                                  | 13/10/2018 | 3     | 5:00  | Long Beach, Califórnia    | |
| Vitória | 20-4   | Robert Watley        | Decisão (unânime)             | PFL 5                                  | 02/08/2018 | 3     | 5:00  | Uniondale, Nova Iorque    | |
| Vitória | 19-4   | Luiz Firmino         | Decisão (unânime)             | PFL 2                                  | 21/06/2018 | 3     | 5:00  | Chicago, Illinois         | |
| Derrota | 18-4   | Nik Lentz            | Finalização (guilhotina)      | UFC Fight Night: Werdum vs. Tybura     | 19/11/2017 | 2     | 2:05  | Sydney                    | |
| Derrota | 18-3   | Charles Oliveira     | Finalização (mata leão em pé) | UFC 210: Cormier vs. Johnson II        | 08/04/2017 | 1     | 2:30  | Buffalo, New York         | |
| Derrota | 18-2   | Alex Cowboy          | Nocaute Técnico (socos)       | UFC Fight Night: Lineker vs. Dodson    | 01/10/2016 | 3     | 3:30  | Portland, Oregon          | Luta originalmente seria na categoria dos Leves. Alex "Cowboy" Oliveira não bateu o peso (161.5 lbs). |
| Vitória | 18-1   | Ross Pearson         | Decisão (unânime)             | The Ultimate Fighter 23 Finale         | 08/07/2016 | 3     | 5:00  | Las Vegas, Nevada         | Estreia no UFC.                                                                                       |
| Vitória | 17-1   | Marcin Held          | Decisão (unânime)             | Bellator 145                           | 06/11/2015 | 5     | 5:00  | St. Louis, Missouri       | Defendeu o Cinturão Peso Leve do Bellator.                                                            |
| Vitória | 16-1   | Dave Jansen          | Decisão (unânime)             | Bellator 136                           | 10/04/2015 | 5     | 5:00  | Irvine, Califórnia        | Defendeu o Cinturão Peso Leve do Bellator.                                                            |
| Vitória | 15-1   | Michael Chandler     | Nocaute Técnico (socos)       | Bellator 131                           | 15/11/2014 | 4     | 3:48  | San Diego, Califórnia     | Ganhou o Cinturão Peso Leve Vago do Bellator.                                                         |
| Vitória | 14-1   | Michael Chandler     | Decisão (dividida)            | Bellator 120                           | 17/05/2014 | 5     | 5:00  | Southaven, Mississippi    | Ganhou o Cinturão Peso Leve Interino do Bellator.                                                     |
| Vitória | 13-1   | Alexander Sarnavskiy | Decisão (unânime)             | Bellator 109                           | 22/11/2013 | 3     | 5:00  | Bethlehem, Pensilvânia    | Final do Bellator MMA: Torneio de Leve da 9ª Temporada.                                               |
| Vitória | 12-1   | Saad Awad            | Decisão (unânime)             | Bellator 105                           | 25/10/2013 | 3     | 5:00  | Rio Rancho, New Mexico    | Semifinal do Bellator MMA: Torneio de Leves da 9ª Temporada.                                          |
| Vitória | 11-1   | John Alessio         | Decisão (unânime)             | Bellator 101                           | 27/09/2013 | 3     | 5:00  | Portland, Oregon          | Quartas de Final do Bellator MMA: Torneio de Leves da 9ª Temporada.                                   |
| Vitória | 10-1   | Cris Leyva           | Nocaute Técnico (socos)       | Bellator 97                            | 31/07/2013 | 3     | 2:20  | Rio Rancho, New Mexico    | |
| Derrota | 9-1    | Saad Awad            | Nocaute (socos)               | Bellator 91                            | 28/02/2013 | 1     | 0:43  | Rio Rancho, New Mexico    | Semifinal do Bellator MMA: Torneio de Leves da 8ª Temporada.                                          |
| Vitória | 9-0    | Ricardo Tirloni      | Decisão (unânime)             | Bellator 87                            | 31/01/2013 | 3     | 5:00  | Mount Pleasant, Michigan  | Quartas de Final do Bellator MMA: Torneio de Leves da 8ª Temporada.                                   |
| Vitória | 8-0    | Satoru Kitaoka       | Nocaute Técnico (socos)       | Dream 18                               | 31/12/2012 | 2     | 3:46  | Saitama                   | |
| Vitória | 7-0    | Drew Dober           | Decisão (unânime)             | Disorderly Conduct: The Yin & The Yang | 10/08/2012 | 3     | 5:00  | Omaha, Nebraska           | |
| Vitória | 6-0    | Tory Bogguess        | Nocaute Técnico (socos)       | XFO 44                                 | 16/06/2012 | 1     | 4:20  | Hoffman Estates, Illinois | |
| Vitória | 5-0    | Ryan Bixler          | Finalização (mata leão)       | Chicago Cagefighting Championship IV   | 15/10/2011 | 2     | 1:00  | Villa Park, Illinois      | |
| Vitória | 4-0    | Joseph Richardson    | Finalização (chave de braço)  | XFO 41                                 | 03/09/2011 | 1     | 3:49  | Island Lake, Illinois     | |
| Vitória | 3-0    | Bobby Reardanz       | Finalização (chave de braço)  | XFO 39                                 | 13/05/2011 | 3     | 3:22  | Hoffman Estates, Illinois | |
| Vitória | 2-0    | Guillermo Serment    | Finalização (mata leão)       | Chicago Cagefighting Championship III  | 05/03/2011 | 2     | 0:45  | Villa Park, Illinois      | |
| Vitória | 1-0    | J.R. Hines           | Nocaute Técnico (socos)       | XFO 38                                 | 22/01/2011 | 1     | 2:09  | Woodstock, Illinois       | |